# 阿諾·因格維·特勞斯塔松
阿諾·因格維·特勞斯塔松（Arnór Ingvi Traustason，1993年4月30日—）是冰島的一位職業足球選手，在場上的位置是中場。現效力於美職球隊新英倫革命。他也是冰島國家足球隊的成員，並且入選了冰島2016年歐洲國家盃參賽名單。